# 타이베이 첩운 301형 전동차
타이베이 첩운 301형 전동차(중국어: 台北捷運301型電聯車), 약칭 C301형 전동차는 타이베이 첩운의 통근형 전동차이다. 타이완 최초의 표준궤 열차로 현재까지 20년 이상 사용되고 있다.

## 개요
타이베이 첩운공사는 이 열차를 구매할 때 스페셜 301조 보고서에 묶여 있기 때문에 규정에 따라 미국 서해안에 위치한 가와사키 중공업 차량회사의 자회사인 유니언 레일 카(Union Rail Car, URC)에서 조립해야 했고, 이에 따라 "아직 운행하지 않고 세계일주를 한 열차"라는 별명을 얻었다.
이 객차는 뉴욕주 용커스의 엘리베이터 공장에서 제작되었으며, 용커스에서 처음으로 수출한 열차이기도 하다.
차내에는 수평 및 수직 좌석을 혼합 배치하고, 휠체어 공간을 마련했다. 또한 차량에는 불연제를 갖추어 최대 45분 동안의 화재를 견딜 수 있다. 차내 LED는 다음역 정보를, 차외 LED는 목적지와 보행로를 표시한다.
본 유형 차량은 1열 편성(013/014)으로, 신베이터우 지선에서 사용되었는데, 현재 6량 객차를 운행하는 방식으로 단수이신이선에서 운행하고 있다.

## 개조계획
2011~2018년에는 301형 전동차가 공장에 들어가 전면 수리 및 실내 개조를 진행하였고, 나무색 바닥은 흰색으로 개조하였다. 다른 차종과 비교할 때 301형 열차는 옅은 하늘색 냉방구가 없다.

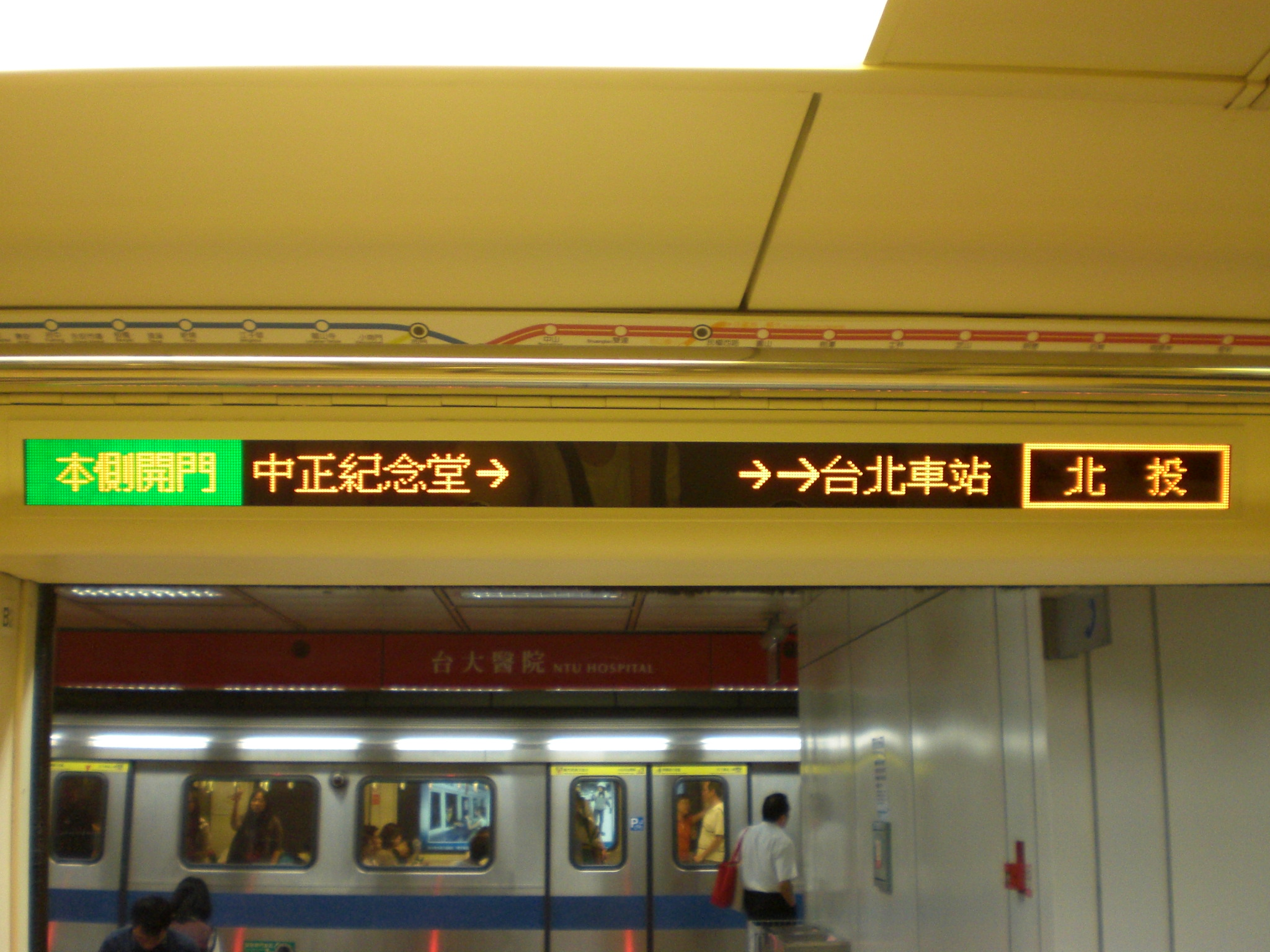
2012년에 업데이트된 301형 전동차 차량 도착안내 모니터

2012년, 제2세대 "차량운행지", "차량목적지", "차량내 도착 안내 모니터(시간 및 열차 도착역 출입문 방향 표시 가능)", "긴급 무전기"의 첫 갱신이 완료되었다.
2013년부터 2017년까지 미국 웨스팅하우스의 GTO-VVF 추진체 시스템을 20년 이상 사용해 왔으며, 비효율로 인해 MRT공사는 2013년부터 전반모듈(001-022)의 추진체 시스템을 고효율적인 캐나다 봄바디어사의 IGBT-VVF로 교체하여 운송 효율을 유지하고 있다. 이어 MRT 공사는 2017년 후반모듈(023-044)의 추진체 시스템을 속속 업데이트하고 있다. 이 작업은 2017년 9월 22일 전면 완료됐다.
2018년 8월 7일, 각 역의 스크린도어 설치가 완료됨에 따라, 301형 열차 22대의 편성을 연결하는 빨간색 낙하 방지 스프링이 완전히 제거되었다.
2019년에, 열차는 신호 체계를 개조하기 시작했는데, 여기에는 차량용 컴퓨터, 계기판(프로그램화 정차 및 Berth 추가)이 포함된다.

## 열차 운행
| 번호     | 제조년도             | 구매수량                | 구성            | 운행노선     |
| -------- | -------------------- | ----------------------- | --------------- | ------------ |
| 001～014 | 1992년               | 단수이선 (CT301) 22편성 | █ 베이터우 공장 | 단수이신이선 |
| 015～040 | 1993년               | 단수이선 (CT301) 22편성 | █ 베이터우 공장 | 단수이신이선 |
| 041～044 | 1994년 (미국 1993년) | 단수이선 (CT301) 22편성 | █ 베이터우 공장 | 단수이신이선 |

## 편성
|                | 301         |             |             |             |             |             |
| ← 샹산단수이 → |             |             |             |             |             |             |
| 객차번호       | 1           | 2           | 3           | 4           | 5           | 6           |
| 집전장치       | 있음        |             | 있음        | 있음        |             | 있음        |
| 객차 유형      |             |             |             |             |             |             |
| 형태 구분      | DM1         | T           | M2          | M2          | T           | DM1         |
| 객차번호       | 1001 : 1043 | 2001 : 2043 | 3001 : 3043 | 3002 : 3044 | 2002 : 2044 | 1002 : 1044 |
| 동력장치       | 장치1       | 장치1       | 장치1       | 장치2       | 장치2       | 장치2       |
| 기타 설비      |             |             |             |             |             |             |
| 기계 설치      |             |             |             |             |             |             |
| 차량 중량      | 39.5t       | 34.0t       | 39.5t       | 39.5t       | 34.0t       | 39.5t       |
| 승객적재량     |             |             |             |             |             |             |

## 사진첩

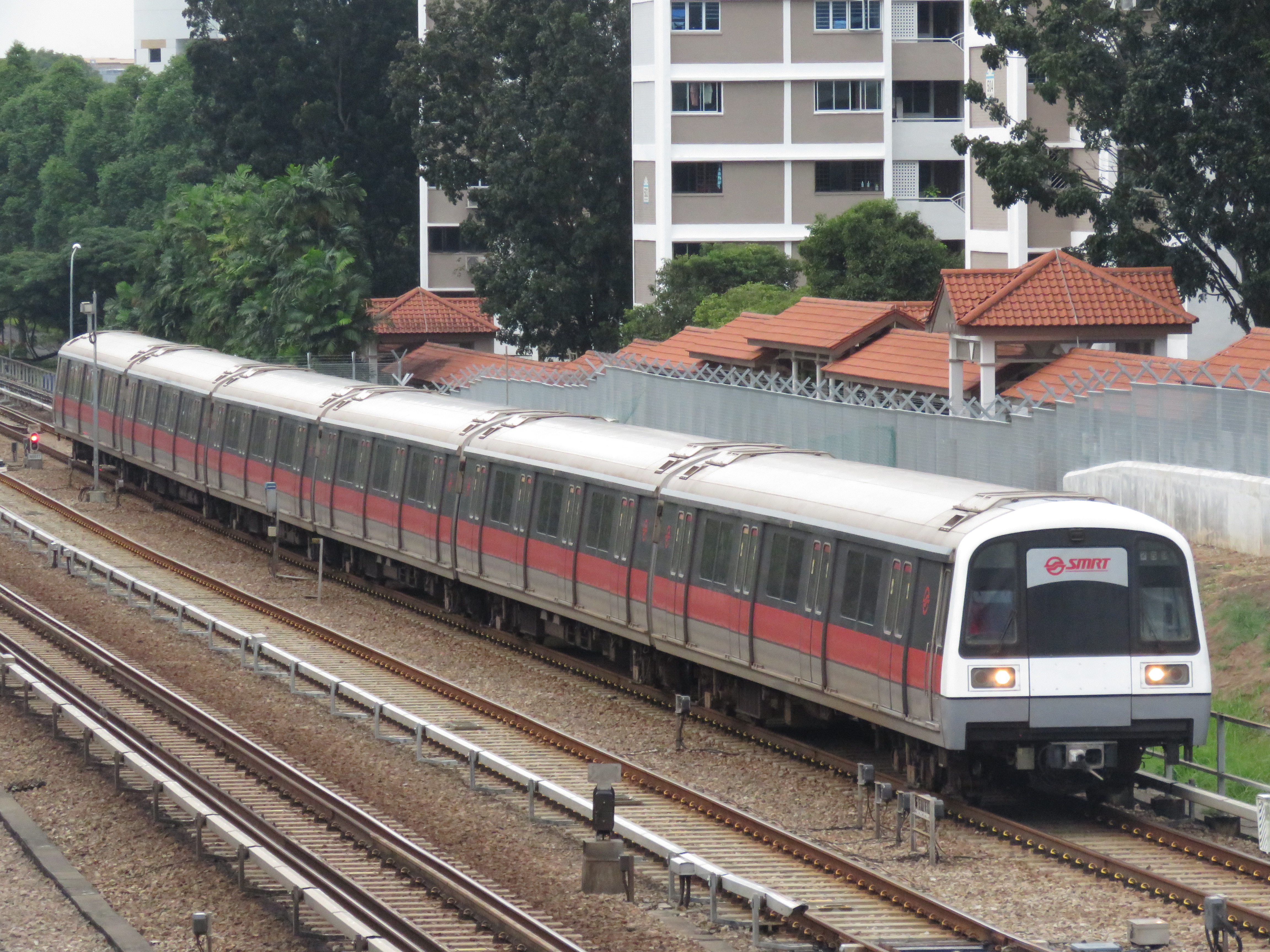
SMRT 지하철 C151형 열차 (개조후)
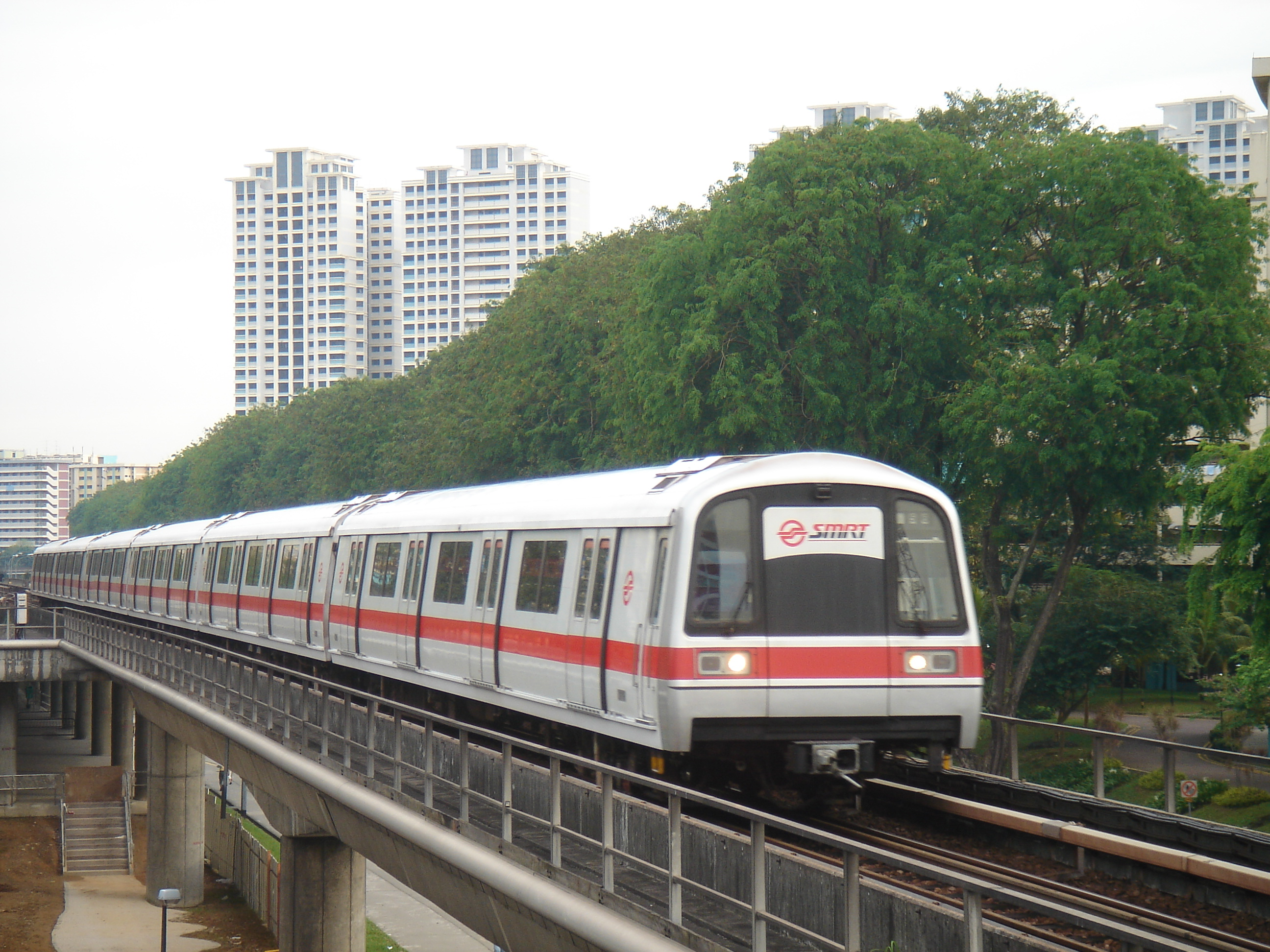
SMRT 지하철 C151형 열차 (개조전)
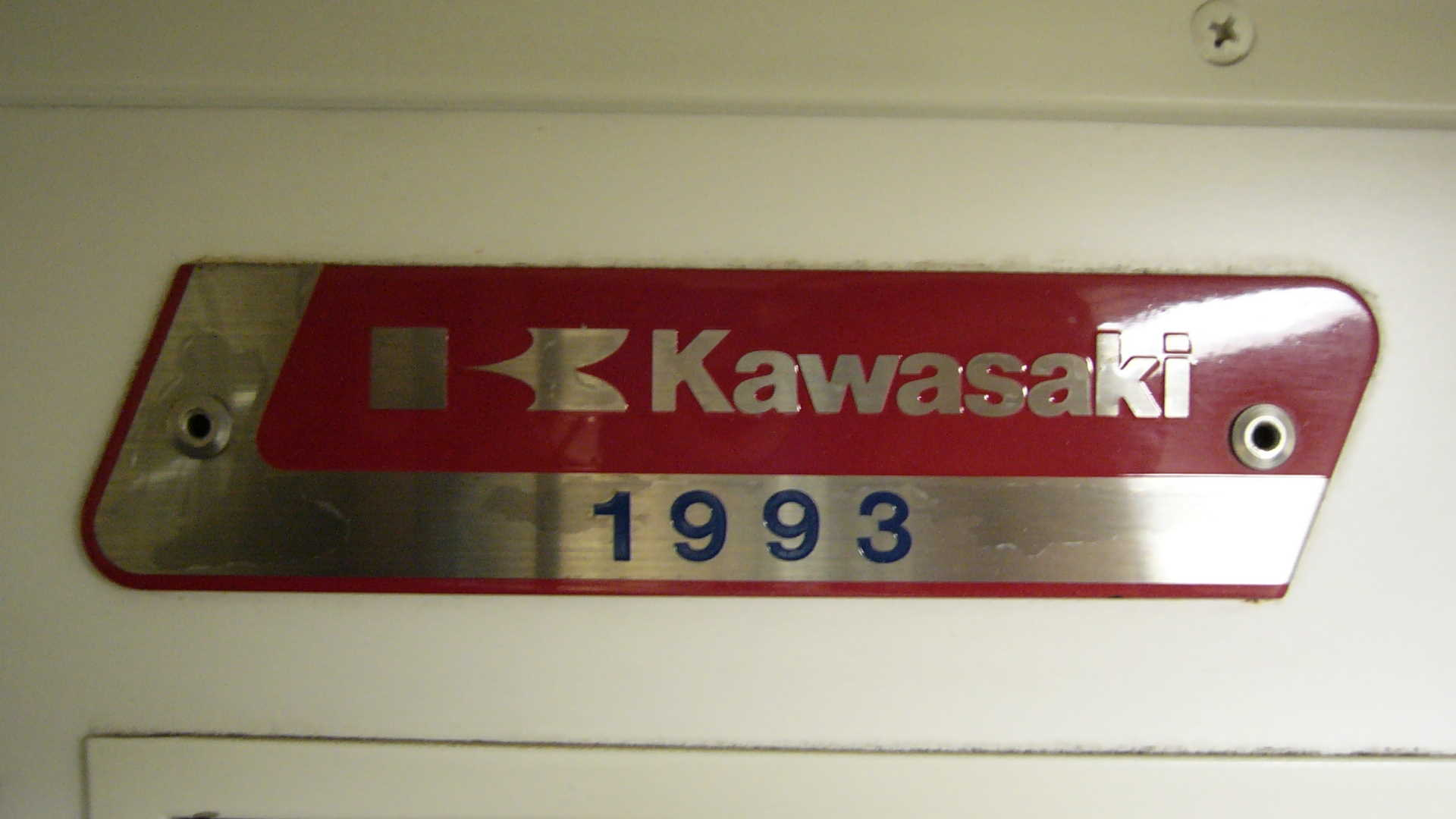
301형 전동차 내부의 가와사키 중공업 명판.
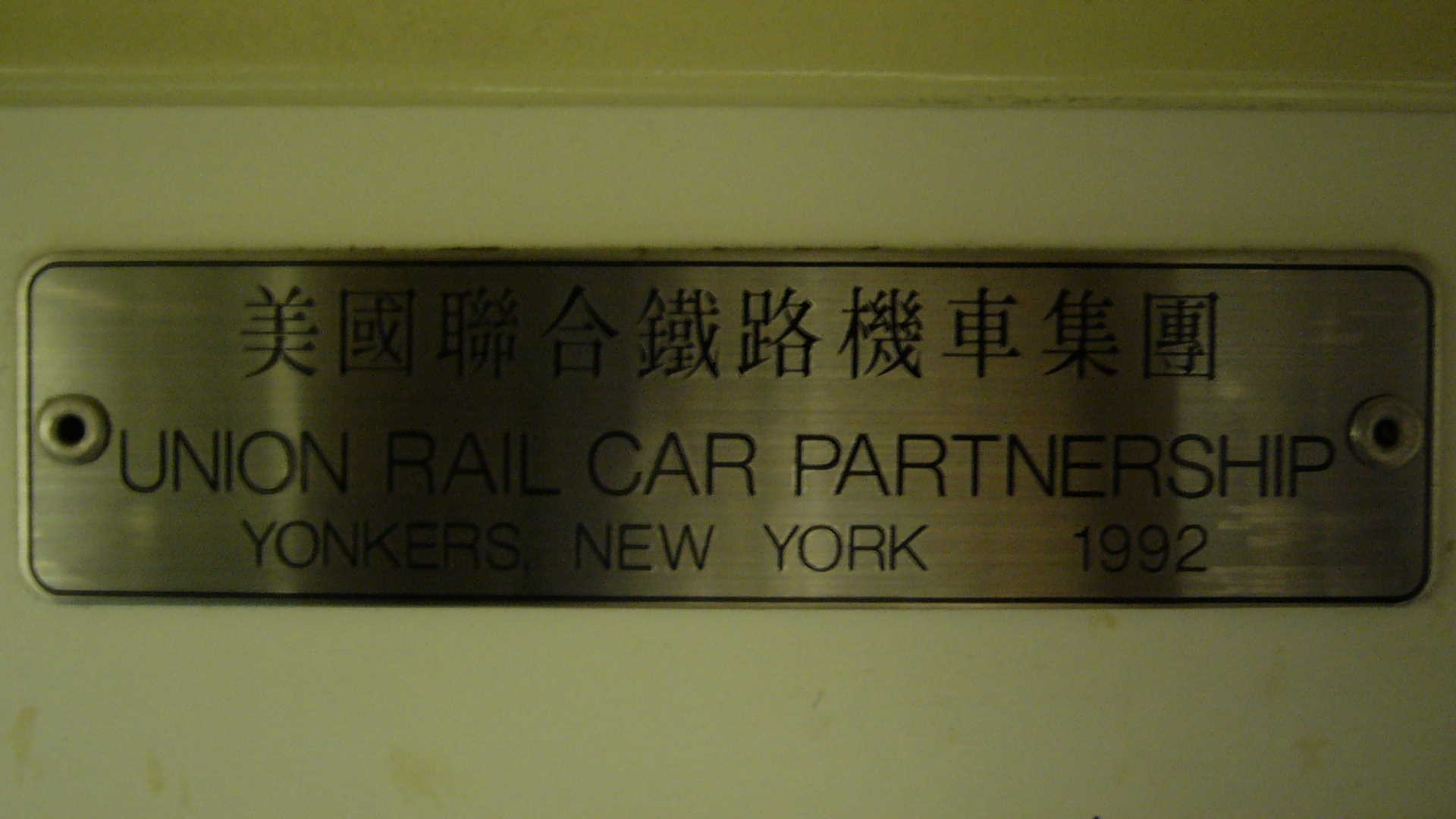
301형 전동차 내부의 유니언 레일 카 파트너십 명판

## 같이 보기
- 타이베이 첩운
- 타이베이 첩운 열차
- 타이베이 첩운 381형 전동차